# Córregos
Córregos est l'un des districts de la municipalité de Conceição do Mato Dentro, au Brésil, établi par la loi provinciale no 2420 du 5 novembre 1877.

## Histoire
C'est le plus ancien des districts de Conceição do Mato Dentro, qui — comme la majorité des anciens districts coloniaux du Minas Gerais — a été créé et s'est développé à cause de l'extraction de l'or.
Parmi ses monuments se trouve la chapelle de Senhor dos Passos.

## Personnalités liées à la municipalité
- José Maria Pires (1919-2017), archevêque de Paraíba